# Shanghai Open 1999 - Qualificazioni singolare
Le qualificazioni del singolare  dello  Shanghai Open 1999 sono state un torneo di tennis preliminare per accedere alla fase finale della manifestazione. I vincitori dell'ultimo turno sono entrati di diritto nel tabellone principale. In caso di ritiro di uno o più giocatori aventi diritto a questi sono subentrati i lucky loser, ossia i giocatori che hanno perso nell'ultimo turno ma che avevano una classifica più alta rispetto agli altri partecipanti che avevano comunque perso nel turno finale.
Le qualificazioni del torneo Shanghai Open 1999 prevedevano 32 partecipanti di cui 4 sono entrati nel tabellone principale.

## Teste di serie
1. Andreas Vinciguerra (Qualificato)
2. Stéphane Huet (Qualificato)
3. Mikael Tillström (primo turno)
4. Todd Woodbridge (ultimo turno)

1. Gouichi Motomura (primo turno)
2. Assente
3. Neville Godwin (primo turno)
4. Michael Hill (ultimo turno)

## Qualificati
1. Andreas Vinciguerra
2. Stéphane Huet

1. Brian MacPhie
2. Hyung-Taik Lee

## Tabellone

### Legenda
| - Q = Qualificato - WC = Wild card - LL = Lucky loser | - ALT = Alternate - SE = Special Exempt - PR = Protected Ranking | - w/o = Walkover - r = Ritirato - d = Squalificato |

### Sezione 1
|  | Primo turno       | Primo turno         | Primo turno         | Primo turno | Primo turno |  |  | Secondo turno  | Secondo turno       | Secondo turno       | Secondo turno  | Secondo turno  |   |   | Ultimo turno | Ultimo turno        | Ultimo turno        | Ultimo turno | Ultimo turno |  |
|  |                   |                     |                     |             |             |  |  |                |                     |                     |                |                |   |   |              |                     |                     |              |              |  |
|  | 1                 | Andreas Vinciguerra | Andreas Vinciguerra | 6           | 6           |  |  |                |                     |                     |                |                |   |   |              |                     |                     |              |              |  |
|  |                   | Ben Ellwood         | Ben Ellwood         | 4           | 2           |  |  | 1              | Andreas Vinciguerra | Andreas Vinciguerra | 6              | 6              |   |   |              |                     |                     |              |              |  |
|  | Ran Xu            | Ran Xu              | Ran Xu              | 6           | 6           |  |  |                | Ran Xu              | Ran Xu              | 1              | 4              |   |   |              |                     |                     |              |              |  |
|  | Alexander Reichel | Alexander Reichel   | Alexander Reichel   | 1           | 1           |  |  |                |                     |                     |                |                |   |   | 1            | Andreas Vinciguerra | Andreas Vinciguerra | 7            | 6            |  |
|  | Mark Nielsen      | Mark Nielsen        | 2                   | 6           | 6           |  |  |                |                     |                     | Grant Stafford | Grant Stafford | 5 | 4 |              |                     |                     |              |              |  |
|  | Hideki Kaneko     | Hideki Kaneko       | 6                   | 1           | 4           |  |  | Mark Nielsen   | Mark Nielsen        | 6                   | 3              | 3              |   |   |              |                     |                     |              |              |  |
|  |                   | Grant Stafford      | Grant Stafford      | 6           | 6           |  |  | Grant Stafford | Grant Stafford      | 3                   | 6              | 6              |   |   |              |                     |                     |              |              |  |
|  | 7                 | Neville Godwin      | Neville Godwin      | 1           | 0           |  |  |                |                     |                     |                |                |   |   |              |                     |                     |              |              |  |

### Sezione 2
|  | Primo turno   | Primo turno     | Primo turno     | Primo turno | Primo turno |  |  | Secondo turno | Secondo turno | Secondo turno | Secondo turno | Secondo turno |   |   | Ultimo turno | Ultimo turno  | Ultimo turno  | Ultimo turno | Ultimo turno |  |
|  |               |                 |                 |             |             |  |  |               |               |               |               |               |   |   |              |               |               |              |              |  |
|  | 2             | Stéphane Huet   | Stéphane Huet   | 6           | 6           |  |  |               |               |               |               |               |   |   |              |               |               |              |              |  |
|  |               | Michael Tebbutt | Michael Tebbutt | 4           | 0           |  |  | 2             | Stéphane Huet | Stéphane Huet | 6             | 6             |   |   |              |               |               |              |              |  |
|  | Jack Waite    | Jack Waite      | Jack Waite      | 6           | 6           |  |  |               | Jack Waite    | Jack Waite    | 0             | 0             |   |   |              |               |               |              |              |  |
|  | Yu-Wei Wang   | Yu-Wei Wang     | Yu-Wei Wang     | 1           | 3           |  |  |               |               |               |               |               |   |   | 2            | Stéphane Huet | Stéphane Huet | 6            | 6            |  |
|  | Yong-Il Yoon  | Yong-Il Yoon    | Yong-Il Yoon    | 6           | 6           |  |  |               |               | 8             | Michael Hill  | Michael Hill  | 1 | 3 |              |               |               |              |              |  |
|  | Simon Aspelin | Simon Aspelin   | Simon Aspelin   | 4           | 4           |  |  |               | Yong-Il Yoon  | 0             | 7             | 4             |   |   |              |               |               |              |              |  |
|  | 8             | Michael Hill    | Michael Hill    | 6           | 6           |  |  | 8             | Michael Hill  | 6             | 5             | 6             |   |   |              |               |               |              |              |  |
|  |               | Si Li           | Si Li           | 4           | 2           |  |  |               |               |               |               |               |   |   |              |               |               |              |              |  |

### Sezione 3
|  | Primo turno      | Primo turno      | Primo turno      | Primo turno      | Primo turno |  |  | Secondo turno   | Secondo turno   | Secondo turno   | Secondo turno   | Secondo turno   |   |   | Ultimo turno  | Ultimo turno  | Ultimo turno  | Ultimo turno | Ultimo turno |  |
|  |                  |                  |                  |                  |             |  |  |                 |                 |                 |                 |                 |   |   |               |               |               |              |              |  |
|  |                  | Jing-Zhu Yang    | Jing-Zhu Yang    | Jing-Zhu Yang    | W-O         |  |  |                 |                 |                 |                 |                 |   |   |               |               |               |              |              |  |
|  | 3                | Mikael Tillström | Mikael Tillström | Mikael Tillström |             |  |  | Jing-Zhu Yang   | Jing-Zhu Yang   | Jing-Zhu Yang   | 2               | 1               |   |   |               |               |               |              |              |  |
|  | Brian MacPhie    | Brian MacPhie    | Brian MacPhie    | 6                | 6           |  |  | Brian MacPhie   | Brian MacPhie   | Brian MacPhie   | 6               | 6               |   |   |               |               |               |              |              |  |
|  | Eric Taino       | Eric Taino       | Eric Taino       | 2                | 4           |  |  |                 |                 |                 |                 |                 |   |   | Brian MacPhie | Brian MacPhie | Brian MacPhie | 6            | 6            |  |
|  | Johan Landsberg  | Johan Landsberg  | 6                | 4                | 6           |  |  |                 |                 | Johan Landsberg | Johan Landsberg | Johan Landsberg | 3 | 3 |               |               |               |              |              |  |
|  | Satoshi Iwabuchi | Satoshi Iwabuchi | 1                | 6                | 2           |  |  | Johan Landsberg | Johan Landsberg | 5               | 7               | 7               |   |   |               |               |               |              |              |  |
|  | Martin Spottl    | Martin Spottl    | Martin Spottl    | 6                | 6           |  |  | Martin Spottl   | Martin Spottl   | 7               | 6               | 6               |   |   |               |               |               |              |              |  |
|  | Marius Barnard   | Marius Barnard   | Marius Barnard   | 2                | 4           |  |  |                 |                 |                 |                 |                 |   |   |               |               |               |              |              |  |

### Sezione 4
|  | Primo turno     | Primo turno      | Primo turno      | Primo turno | Primo turno |  |  | Secondo turno  | Secondo turno   | Secondo turno   | Secondo turno  | Secondo turno  |   |   | Ultimo turno | Ultimo turno    | Ultimo turno    | Ultimo turno | Ultimo turno |  |
|  |                 |                  |                  |             |             |  |  |                |                 |                 |                |                |   |   |              |                 |                 |              |              |  |
|  | 4               | Todd Woodbridge  | 7                | 2           | 6           |  |  |                |                 |                 |                |                |   |   |              |                 |                 |              |              |  |
|  |                 | Mahesh Bhupathi  | 6                | 6           | 2           |  |  | 4              | Todd Woodbridge | Todd Woodbridge | 6              | 6              |   |   |              |                 |                 |              |              |  |
|  | Yu Zhang        | Yu Zhang         | 2                | 6           | 7           |  |  |                | Yu Zhang        | Yu Zhang        | 0              | 2              |   |   |              |                 |                 |              |              |  |
|  | Scott Humphries | Scott Humphries  | 6                | 1           | 5           |  |  |                |                 |                 |                |                |   |   | 4            | Todd Woodbridge | Todd Woodbridge | 1            | 3            |  |
|  | Hyung-Taik Lee  | Hyung-Taik Lee   | Hyung-Taik Lee   | 6           | 6           |  |  |                |                 |                 | Hyung-Taik Lee | Hyung-Taik Lee | 6 | 6 |              |                 |                 |              |              |  |
|  | Myles Wakefield | Myles Wakefield  | Myles Wakefield  | 3           | 1           |  |  | Hyung-Taik Lee | Hyung-Taik Lee  | Hyung-Taik Lee  | 6              | 6              |   |   |              |                 |                 |              |              |  |
|  |                 | Mike Bryan       | Mike Bryan       | 6           | 1           |  |  | Mike Bryan     | Mike Bryan      | Mike Bryan      | 4              | 4              |   |   |              |                 |                 |              |              |  |
|  | 5               | Gouichi Motomura | Gouichi Motomura | 3           | 1r          |  |  |                |                 |                 |                |                |   |   |              |                 |                 |              |              |  |